# Wilhelm Lenzmann
Wilhelm Lenzmann (* 28. Februar 1885 in Duisburg; † 1935 in Berlin) war ein deutscher Jurist, Ministerialbeamter und Manager der deutschen Elektrizitätsindustrie.

## Leben
Wilhelm Lenzmann wurde als Sohn des Mediziners Richard Lenzmann geboren. Nach dem Abitur am Gymnasium in Duisburg studierte er in Bonn und Berlin Rechtswissenschaften. 1903 wurde er Mitglied des Corps Guestphalia Bonn 1906 wurde er zum Dr. jur. promoviert. Im gleichen Jahr legte er das Referendarexamen ab. Nach dem 2. Staatsexamen im Jahr 1911 wurde er Assessor im preußischen Verwaltungsdienst. Am Ersten Weltkrieg nahm er als Soldat teil. Nach Kriegsende wurde er 1919 zum Vortragenden Rat im Reichsschatzministerium ernannt.
Mit Gründung der Vereinigte Industrie-Unternehmungen AG in Berlin, der Dachgesellschaft der industriellen Beteiligungen des Deutschen Reiches, wurde er 1923 Vorstandsmitglied der Gesellschaft und gehörte in dieser Funktion den Aufsichtsgremien zahlreicher zum VIAG-Konzern gehörender Großunternehmen an.
Sein besonderes Verdienst war die Strukturierung und Organisation des Unternehmenskonglomerats der VIAG, die er zusammen mit Edgar Landauer (1888–1944) durchführte. Hierbei fokussierte er das Unternehmen auf die Geschäftsfelder Elektrizität, Aluminium und Stickstoff.

## Porträt
Ein von Ernst Sandau signiertes Porträtfoto Lenzmanns findet sich im Reichshandbuch der deutschen Gesellschaft.

## Aufsichtsratsmandate

### Aufsichtsratsvorsitzender
- AG für deutsche Elektrizitätswirtschaft in Berlin
- Alzwerke GmbH in München
- Braunschweigische Kohlenbergwerke in Helmstedt
- Deutsche Spinnerei-Maschinenbau AG in Ingolstadt
- Elektrowerke AG in Berlin
- Industriegelände-Gesellschaft Dresden-Albertstadt mbH in Dresden
- Ostkraftwerke AG in Cosel

### Stellvertretender Aufsichtsratsvorsitzender
- Bayerische Kraftwerke AG in München
- Deutsche Industriewerke AG in Berlin
- Mitteldeutsche Stickstoffwerke AG in Berlin
- Überlandzentrale Helmstedt AG in Helmstedt

### Aufsichtsratsmitglied
- Deutsche Versicherungsbank AG in Berlin
- Deutsche Werke Kiel AG in Kiel
- Gesellschaft für elektrische Unternehmungen in Berlin
- Ilseder Hütte in Groß Ilsede
- Innwerk Bayerische Aluminium AG in München
- Ostpreußenwerk AG in Königsberg
- Preußische Elektrizitäts-AG in Berlin
- Rheinisch-Westfälische Elektrizitätswerk AG in Essen
- Schlesische Elektrizitäts- und Gas-AG in Breslau
- Stickstoff-Land GmbH in Berlin
- Überlandwerk Oberschlesien AG in Neiße
- Vereinigte Aluminium-Werke AG in Berlin
- Württembergische Landes-Elektrizitäts-AG in Stuttgart

### Verwaltungsratsmitglied
- Stickstoff-Syndikat GmbH in Berlin

## Auszeichnungen
- 1919: Ernennung zum Geheimen Regierungsrat

## Schriften
- Zur Lehre vom Reichsfiskus. Dissertation, Universität Leipzig 1906.